# Чарсадда
Чарсадда (пушту چارسدہ‎) — город в пакистанской провинции Хайбер-Пахтунхва, центр одноимённого округа.
Население — 105 414 чел. (на 2010 год).
Имеется университет Бача Хан.

## История
Территория города заселена с доисторических времен. Британские исследователи конца XIX века полагали, что на его месте располагался древний город Пушкалавати, резиденция местного правителя во время вторжения войск Александра Македонского (326—324 г.г. до н. э.). Город был взят и разрушен после осады под командованием Гефестиона. В VII веке н. э. город посещал китайский путешественник Сюань Цзан, оставивший описание колоссальной буддистской ступы. Впоследствии город был покинут и заброшен в связи с переносом столицы в Пурушапуру (Пешавар).
9 февраля 2008 года террорист-смертник взорвал себя во время митинга Народной Национальной Партии, погибли 25 человек.
13 мая 2011 года в городе произошёл крупный террористический акт. 70 человек погибло, ещё 80 получили ранения в результате подрыва военно-учебного центра в Чарсадде.

## Демография
| 1981   | 1998   | 2010    |
| ------ | ------ | ------- |
| 62 530 | 84 257 | 105 414 |